# Fabriksgatan, Helsingfors

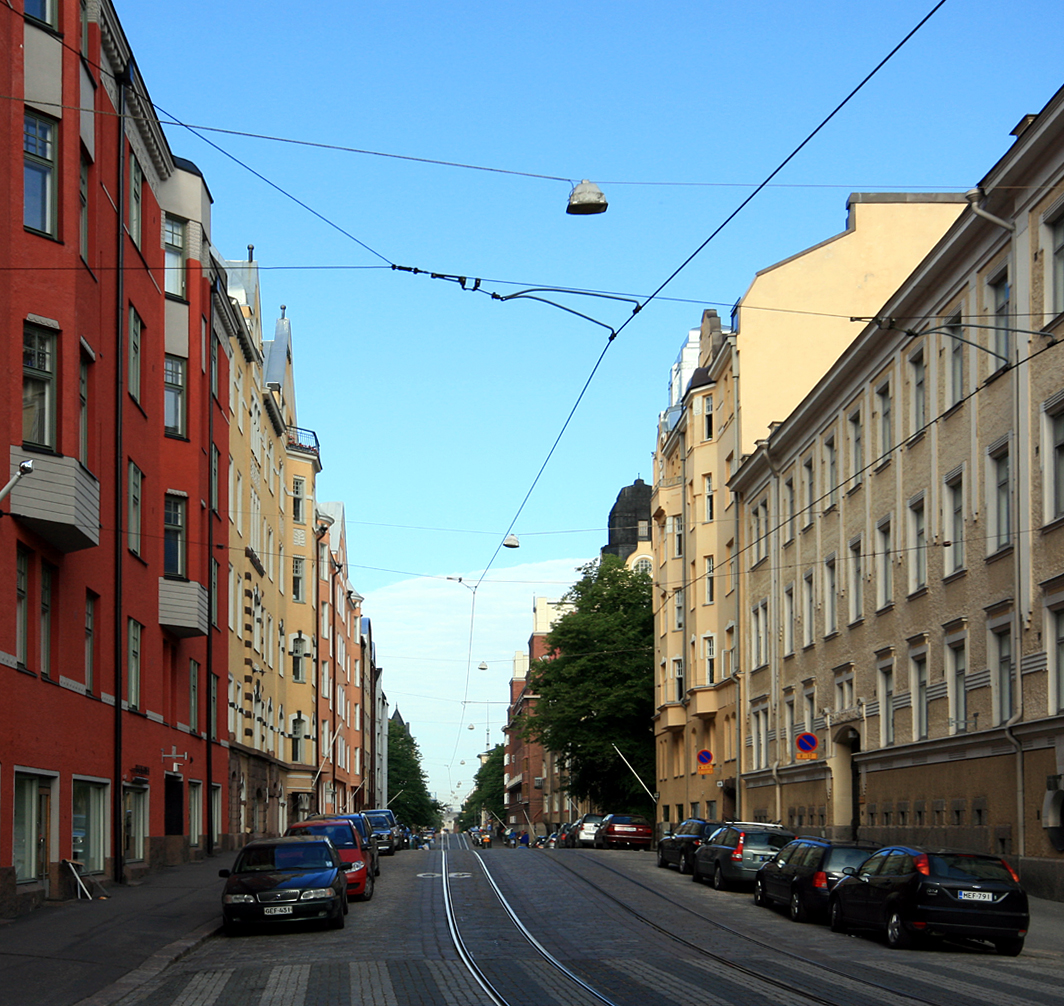
Fabriksgatan i Helsingfors.

Fabriksgatan (finska: Tehtaankatu) är en gata i södra Helsingfors. Gatan bildar gränsen mellan stadsdelarna Eira och Rödbergen och i öster gatan går via Ulrikasborg till Brunnsparken. Byggnaderna vid Fabriksgatan är till största delen byggd i början av 1900-talet. Spårvagnarna 1A och 3 går längs gatan. Fabriksgatans östra del kallades ursprungligen Paulusgatan (finska: Paavalinkatu).